# Łopian pajęczynowaty

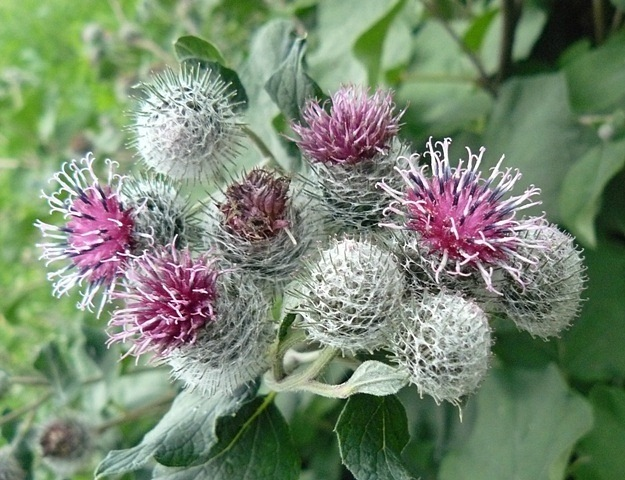
Kwiatostany

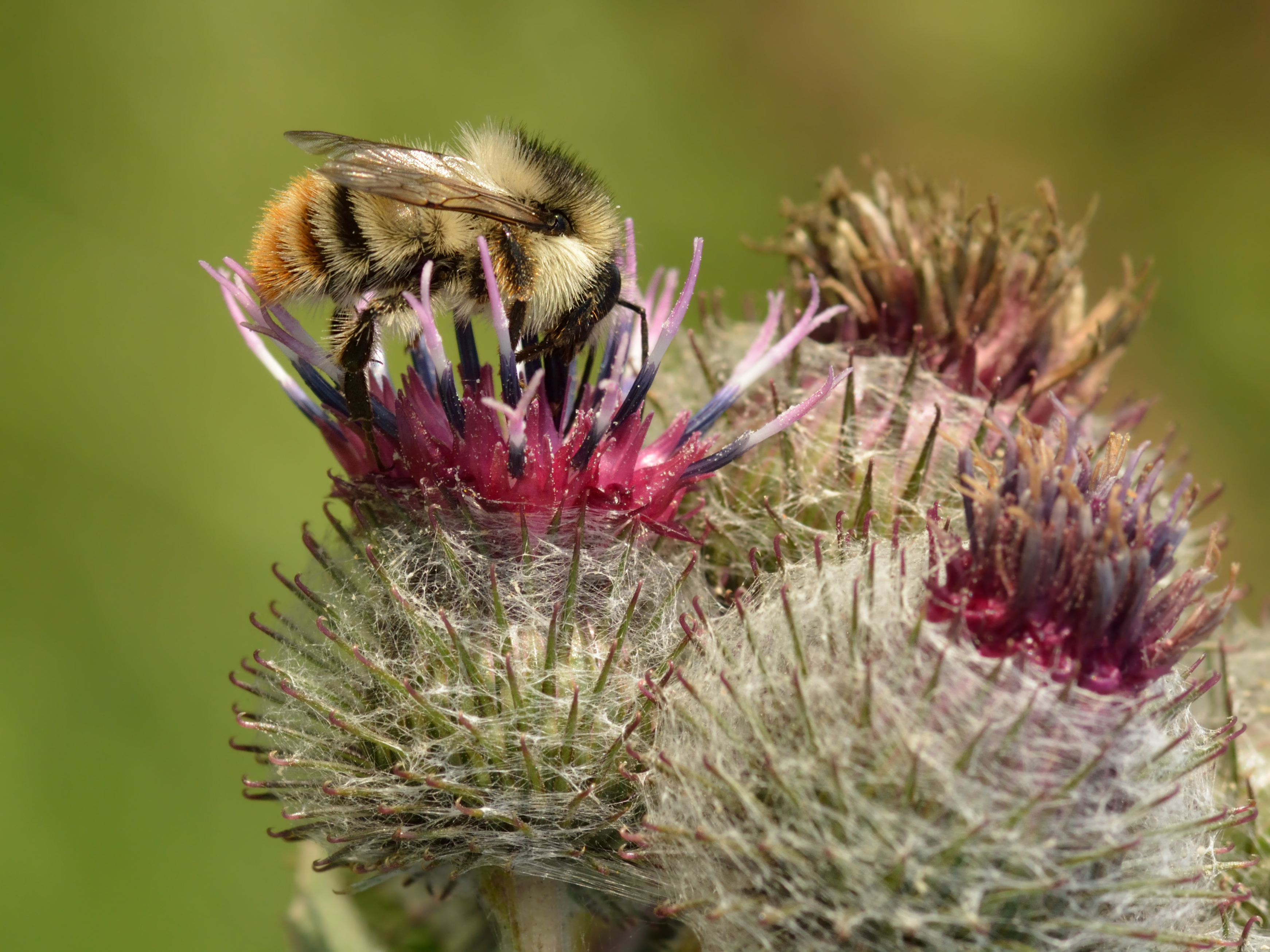
Zapylanie

Łopian pajęczynowaty (Arctium tomentosum) – gatunek rośliny należący do rodziny astrowatych. Rośnie dziko w całej Europie (bez Wysp Brytyjskich) oraz w Azji Środkowej, Chinach i na Syberii. W Polsce występuje na całym terytorium aż po niższe położenia górskie.

## Morfologia
ŁodygaWzniesiona, bruzdowana, osiągająca wysokość do 2 m. Jest silnie rozgałęziona i cała omszona.
LiścieLiście odziomkowe tworzą różyczkę. Liście te są duże, sercowatookrągłe i mają długie, pełne ogonki. Na spodniej stronie pokryte są gęstym kutnerem. Liście łodygowe mają krótsze ogonki i są mniejsze.
KwiatyPurpurowoczerwone drobne kwiaty zebrane są w koszyczki o średnicy 2–3 cm, wyrastające na długich, rozgałęzionych szypułkach z kątów liści na szczycie łodygi. Koszyczki te mają na zewnątrz zielone, haczykowate łuski okrywy i całe osnute są długimi włoskami przypominającymi pajęczynę. Wewnętrzne łuski okrywy purpurowe, na szczycie zaokrąglone i wycięte z krótkim ostrzem. Dno kwiatowe również ma szczeciniaste plewinki (bez haczyków), ok. 2 razy krótsze od łusek okrywy.
OwocNiełupka. Owoce rozsiewane są głównie przez zwierzęta (zoochoria), do sierści których koszyczki kwiatowe przyczepiają się haczykowatymi łuskami okrywy koszyczka.
KorzeńGruby, palowy i rozgałęziony.

## Biologia i ekologia
Roślina dwuletnia, hemikryptofit. Siedlisko: zarośla, brzegi wód i lasów. Roślina ruderalna. W klasyfikacji zbiorowisk roślinnych gatunek charakterystyczny dla klasy (Cl.) Artiemisietea, Ass. Arctio- Artemisietum. Kwiaty są przedprątne, zapylane przez owady. Roślina miododajna, kwitnie od lipca do sierpnia. Liczba chromosomów 2n = 36.

## Zmienność
Tworzy mieszańce z łopianem gajowym, łopianem mniejszym, łopianem większym.

## Zastosowanie

### Roślina lecznicza
- Surowiec zielarski: Wykorzystuje się głównie korzenie (Radix Bardanae). Zawierają one cukier inulinę, białka, tłuszcze, związki poliacetylenowe, fitosterole, nieduże ilości olejków eterycznych, glikozydy, saponiny, dużo siarki, fosforu, witaminę C.
- Działanie: wykazuje silne działanie antybakteryjne, grzybobójcze, przeciwzapalne. Działa także moczopędnie i napotnie. Zmniejsza wydzielanie soku żołądkowego, zwiększa natomiast wydzielanie śluzów w przewodzie pokarmowym. Dlatego też korzeń łopianu stosowany jest wewnętrznie w leczeniu nieżytów przewodu pokarmowego, w stanach zapalnych dróg moczowych i woreczka żółciowego, w niewydolności wątroby, zaburzeniach przemiany materii. Wykazuje też pozytywne działanie na skórę. Zewnętrznie stosowany jest do leczenia czyraków, trądziku, świądu skóry, łupieżu. Zapobiega również wypadaniu włosów i łupieżowi.
- Zbiór i suszenie: Korzenie wykopuje się już jesienią pierwszego roku wegetacji, gdy roślina nie wytworzyła jeszcze łodygi kwiatowej, lub na drugi rok na wiosnę. Korzeń myje się, suszy, kroi na mniejsze kawałki i suszy w temperaturze 50-60 stopni Celsjusza.

### Inne zastosowania
- Korzeń łopianu, łodygi i ogonki liściowe są jadalne (na surowo). Można je też kisić,
- Indianie Irokezi suszyli korzenie łopianu przy ogniu i gromadzili na zimę. Jedli je po dłuższym moczeniu w wodzie,
- W Japonii uprawia się go jako warzywo.
- Wytwarza się też olej z łopianu.